# Consolación del Sur
Consolación del Sur är en ort i Kuba.   Den ligger i provinsen Provincia de Pinar del Río, i den västra delen av landet, 140 km sydväst om huvudstaden Havanna. Consolación del Sur ligger 68 meter över havet och antalet invånare är 69 857.
Terrängen runt Consolación del Sur är platt. Runt Consolación del Sur är det ganska tätbefolkat, med 78 invånare per kvadratkilometer. Consolación del Sur är det största samhället i trakten. Omgivningarna runt Consolación del Sur är en mosaik av jordbruksmark och naturlig växtlighet.